# Ciencia atmosférica
La ciencia atmosférica (también, ciencias de la atmósfera) es el estudio de la atmósfera terrestre, sus procesos, los efectos que otros sistemas tienen en la atmósfera y los efectos de la atmósfera en estos otros sistemas. La meteorología incluye la química atmosférica y la física atmosférica con un enfoque importante en el pronóstico del tiempo. La climatología es el estudio de los cambios atmosféricos (a largo y corto plazo) que definen los climas promedio y su cambio en el tiempo, debido a la variabilidad climática tanto natural como antropogénica. La aeronomía es el estudio de las capas superiores de la atmósfera, donde la disociación y la ionización son importantes. La ciencia atmosférica se ha extendido al campo de la ciencia planetaria y al estudio de las atmósferas de los planetas y satélites naturales del sistema solar. 
Los instrumentos experimentales utilizados en la ciencia atmosférica incluyen satélites, cohete sonda, radiosondas, globos meteorológicos y láseres . 
El término aerología (del griego ἀήρ, aēr, "aire"; y -λογία, -logia) se usa a veces como un término alternativo para el estudio de la atmósfera de la Tierra; en otras definiciones, la aerología está restringida a la atmósfera libre, la región sobre la capa límite planetaria.
Los primeros pioneros en el campo incluyen a Léon Teisserenc de Bort y Richard Assmann.

## Química atmosférica

La química atmosférica es una rama de la ciencia atmosférica en la que se estudia la química de la atmósfera de la Tierra y la de otros planetas. Es un campo de investigación multidisciplinario y se basa en la química ambiental, física, meteorología, modelado por computadora, oceanografía, geología y vulcanología y otras disciplinas. La investigación está cada vez más conectada con otras áreas de estudio como la climatología. 
La composición y la química de la atmósfera es importante por varias razones, pero principalmente debido a las interacciones entre la atmósfera y los organismos vivos. La composición de la atmósfera de la Tierra ha cambiado debido a la actividad humana y algunos de estos cambios son perjudiciales para la salud humana, los cultivos y los ecosistemas. Ejemplos de problemas que han sido abordados por la química atmosférica incluyen lluvia ácida, smog fotoquímico y calentamiento global. La química atmosférica busca comprender las causas de estos problemas y, al obtener una comprensión teórica de ellos, permite probar posibles soluciones y evaluar los efectos de los cambios en las políticas gubernamentales. 

## Dinámica atmosférica
La dinámica atmosférica implica el estudio de las observaciones y la teoría sobre todos los sistemas de movimiento de importancia meteorológica. Los temas comunes estudiados incluyen diversos fenómenos como tormentas eléctricas, tornados, ondas de gravedad, ciclones tropicales, ciclones extratropicales, corrientes en chorro y circulaciones a escala global. El objetivo de los estudios dinámicos es explicar las circulaciones observadas sobre la base de principios fundamentales de la física. Los objetivos de tales estudios incorporan mejorar el pronóstico del tiempo, desarrollar métodos para predecir las fluctuaciones climáticas estacionales e interanuales, y comprender las implicaciones de las perturbaciones inducidas por el hombre (por ejemplo, aumento de las concentraciones de dióxido de carbono o agotamiento de la capa de ozono) en el clima global.

## Física atmosférica
La física atmosférica es la aplicación de la física al estudio de la atmósfera. Los físicos atmosféricos intentan modelar la atmósfera de la Tierra y las atmósferas de los otros planetas utilizando ecuaciones de flujo de fluidos, modelos químicos, balance de radiación y procesos de transferencia de energía en la atmósfera y los océanos subyacentes. Para modelar los sistemas climáticos, los físicos atmosféricos emplean elementos de teoría de dispersión, modelos de propagación de olas, física de nubes, mecánica estadística y estadística espacial, cada uno de los cuales incorpora altos niveles de matemática y física. La física atmosférica tiene vínculos estrechos con la meteorología y la climatología y también cubre el diseño y la construcción de instrumentos para estudiar la atmósfera y la interpretación de los datos que proporcionan, incluidos los instrumentos de teledetección. 
En el Reino Unido, los estudios atmosféricos están respaldados por la Oficina Meteorológica. Las divisiones de la Administración Nacional Oceánica y Atmosférica de EE. UU. (NOAA) supervisan los proyectos de investigación y el modelado del clima que involucran la física atmosférica. El Centro Nacional de Astronomía e Ionosfera de EE. UU. También lleva a cabo estudios sobre la alta atmósfera. 
El campo magnético de la Tierra y el viento solar interactúan con la atmósfera, creando la ionosfera, cinturones de radiación de Van Allen, corrientes telúricas y energía radiante. 

## Climatología

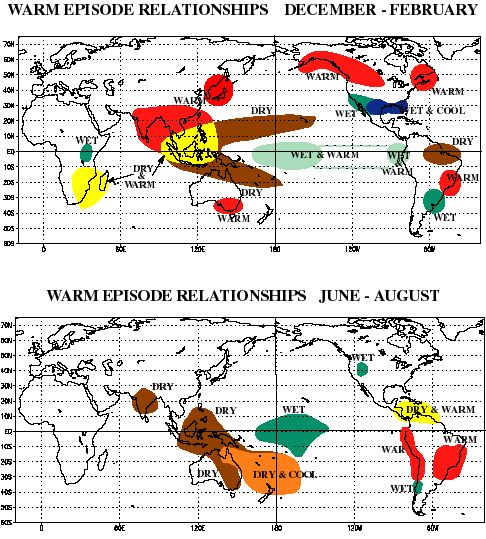
Impactos regionales de episodios cálidos de ENOS (El Niño).

A diferencia de la meteorología, que estudia los sistemas climáticos a corto plazo que duran unas pocas semanas, la climatología estudia la frecuencia y las tendencias de esos sistemas. Estudia la periodicidad de los eventos climáticos durante años a milenios, así como los cambios en los patrones climáticos promedio a largo plazo, en relación con las condiciones atmosféricas. Los climatólogos, aquellos que practican climatología, estudian tanto la naturaleza de los climas - local, regional o global - y los factores naturales o inducidos por el ser humano que causan cambios en los climas. La climatología considera el pasado y puede ayudar a predecir el cambio climático futuro. 
Los fenómenos de interés climatológico incluyen la capa límite atmosférica, los patrones de circulación, la transferencia de calor (radiativo, convectivo y latente), las interacciones entre la atmósfera y los océanos y la superficie terrestre (particularmente la vegetación, el uso del suelo y la topografía) y la composición química y física de la atmósfera. Las disciplinas relacionadas incluyen astrofísica, física atmosférica, química, ecología, geografía física, geología, geofísica, glaciología, hidrología, oceanografía y vulcanología. 

## Atmósferas en otros cuerpos celestes

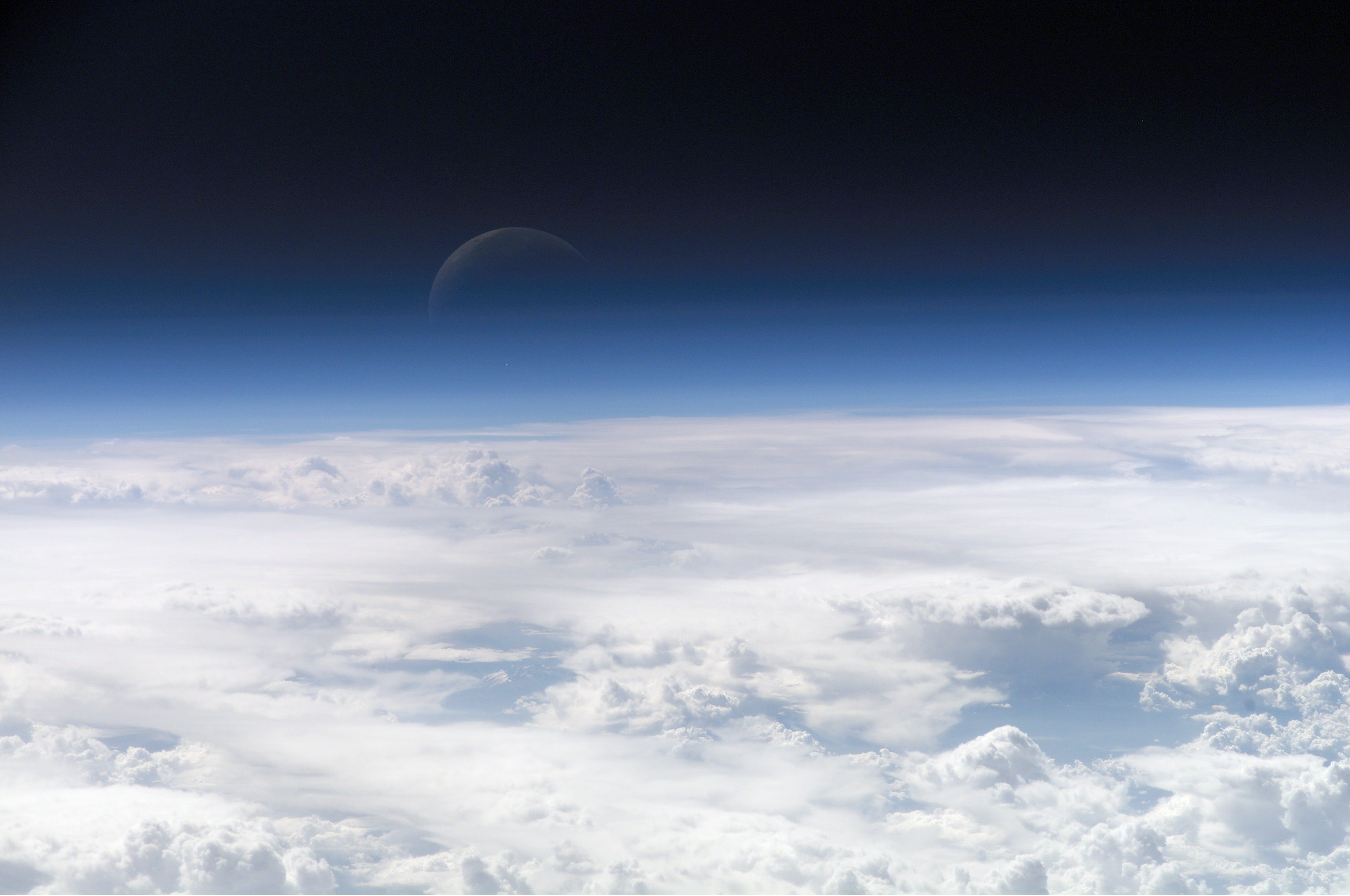
Atmósfera terrestre

Todos los planetas del Sistema Solar tienen atmósferas. Esto se debe a que su gravedad es lo suficientemente fuerte como para mantener las partículas gaseosas cerca de la superficie. Los gigantes gaseosos más grandes son lo suficientemente masivos como para mantener grandes cantidades de gases ligeros, hidrógeno y helio, mientras que los planetas más pequeños pierden estos gases en el espacio. La composición de la atmósfera de la Tierra es diferente de los otros planetas porque los diversos procesos de vida que han ocurrido en el planeta han introducido oxígeno molecular libre. Gran parte de la atmósfera de Mercurio ha sido destruida por el viento solar. La única luna que ha conservado una atmósfera densa es Titán. Hay una atmósfera delgada en Tritón, y un rastro de una atmósfera en la Luna. 
Las atmósferas planetarias se ven afectadas por los diversos grados de energía recibidos del Sol o de sus interiores, lo que lleva a la formación de sistemas climáticos dinámicos como huracanes (en la Tierra), tormentas de polvo en todo el planeta en (Marte), un anticiclón del tamaño de la Tierra en Júpiter (llamado la Gran Mancha Roja) y agujeros en la atmósfera (en Neptuno). Se afirma que al menos un planeta extrasolar, HD 189733 b, posee un sistema meteorológico de este tipo, similar a la Gran Mancha Roja, pero el doble de grande.
Se ha demostrado que los Júpiter calientes pierden sus atmósferas en el espacio debido a la radiación estelar, al igual que las colas de los cometas. Estos planetas pueden tener grandes diferencias de temperatura entre sus lados diurno y nocturno que producen vientos supersónicos, aunque los lados diurno y nocturno de HD 189733b parecen tener temperaturas muy similares, lo que indica que la atmósfera del planeta redistribuye efectivamente La energía de la estrella alrededor del planeta.